# アンチノック性
アンチノック性（アンチノックせい、英語: antiknock）とは、エンジンの燃焼室での異常燃焼（ノッキング）、自己着火性の起こし難さ（耐ノック性・耐爆性）。
ガソリンはオクタン価でアンチノック性を表し、数値が高いほどアンチノック性も高い。オクタン価の表示には RON（リサーチオクタン価）と MON（モーターオクタン価）があり、日本では RON が用いられる。
アンチノック剤として、オクタン価を高めるためにガソリンに加える添加剤としては、テトラエチル鉛などのテトラアルキル鉛が代表的であるが、鉛公害の原因となるため、現在はベンゼン、トルエンなどの芳香族炭化水素を使う。アンチノック性の高いハイオクガソリン基材の代表として、アルキレート・リフォーメート等がある。